# Zálongon (kulle i Grekland)
Zálongon är en kulle i Grekland.   Den ligger i prefekturen Nomós Prevézis och regionen Epirus, i den centrala delen av landet, 290 km väster om huvudstaden Aten. Toppen på Zálongon är 753 meter över havet, eller 547 meter över den omgivande terrängen. Bredden vid basen är 6,8 km.
Terrängen runt Zálongon är kuperad åt nordväst, men åt sydost är den platt. Runt Zálongon är det ganska glesbefolkat, med 42 invånare per kvadratkilometer. Närmaste större samhälle är Filippiáda, 17,8 km öster om Zálongon. Trakten runt Zálongon består till största delen av jordbruksmark.